# Ricky Enø Jørgensen
Pour les articles homonymes, voir Jørgensen.
Ricky Enø Jørgensen (né le 5 juin 1989 à Ilulissat au Groenland) est un coureur cycliste danois, devenu par la suite directeur sportif.

## Palmarès

### Palmarès sur route
- 2006
  -  Champion du Danemark du contre-la-montre par équipes juniors
- 2007
  -  Champion du Danemark du contre-la-montre par équipes juniors
  - 3eb étape du Trofeo Karlsberg
- 2010
  -  Champion du Danemark sur route espoirs

### Palmarès en VTT
- 2007
  - 2e du championnat du Danemark de cross-country juniors